# Брайан Бакстер Арройо Лопес
Брайан Бакстер Арройо Лопес (ісп. Brian Baxter Arroyo López; народився 24 лютого 1985, Мехіко, Мексика) — мексиканський хокеїст, захисник.

## Біографія
Вихованець харківської команди Дружба-78, за яку виступав з 2001 по 2004 роки.
Після повернення до Мексики три сезони грав за «Сан-Херонімо», згодом ще один сезон захищав кольори фінського клубу «Іматран Кеттеря».
З 2010 по 2011 Лопес знову виступав в Україні в складі київської команди «Компаньйон-Нафтогаз».
У 2012 повернувся на батьківщину, де продовжив грати за місцеву команду «Пуебла Талаверос».
З 2013 по 2018 роки захищав кольори команди «Лерма Айс Шаркс»
У складі національної збірної Мексики учасник чемпіонатів світу в ІІ дивізіоні 2006, 2007, 2008, 2009, 2010, 2012, 2013, 2014, 2015 і 2016. На чемпіонаті світу 2013 визнаний найкращим нападником турніру.